# Alan Luther
Alan Harold Luther ist ein US-amerikanischer theoretischer Festkörperphysiker.
Luther studierte Elektrotechnik am Massachusetts Institute of Technology (Bachelor 1962, Master 1963) und promovierte 1967 in Physik an der University of Maryland. Als Post-Doc war er an der TU München und ab 1969 am Brookhaven National Laboratory. Ab 1971 war er Assistant Professor und ab 1973 Associate Professor an der  Harvard University. Ab 1973 war er an der Nordita in Kopenhagen, wo er 1976 Professor wurde und heute emeritiert ist.
1974 fand er mit Victor Emery exakte Lösungen für eindimensionale Elektronengas Modelle (Luther-Emery-Flüssigkeiten). Er beschäftigte sich auch mit konformen Feldtheorien, dem verallgemeinerten Bethe Ansatz, Spin-Ketten und zweidimensionalen Modellen der statistischen Mechanik, stark korrelierten Elektronensystemen in zwei Dimensionen, Hochtemperatursupraleitung.
1975 wurde er Forschungsstipendiat der Alfred P. Sloan Foundation (Sloan Research Fellow). Er erhielt 2001 mit Emery den Oliver E. Buckley Condensed Matter Prize für fundamentale Beiträge zur Theorie wechselwirkender Elektronen in einer Dimension.

## Schriften
- Luther, Emery Backward Scattering in the one dimensional electron gas, Physical Review Letters Bd. 33, 1974, S. 589
- Luther, Emery New mechanism for a phonon anomaly and lattice distortion in quasi one-dimensional conductors, Phys. Rev. Lett. 37, 1976, S. 107–110